# جون جيفري
جون جيفري (بالإنجليزية: John Jeffrey)‏ هو لاعب اتحاد الرغبي بريطاني، ولد في 25 مارس 1959 في Kelso, Scottish Borders ‏ في المملكة المتحدة.

## وصلات خارجية
- جون جيفري عل موقع إسبنسكروم (الإنجليزية)